# O Land of Beauty!
O Land of Beauty! är Saint Kitts och Nevis nationalsång. Den komponerades av Kenrick Georges och antogs som nationalsång när landet blev självständigt från Storbritannien 1983.